# ルーラ (ドイツ)
ルーラ (Ruhla) は、ドイツ連邦共和国の都市。3地区。1355年に初めて言及された。
公園は、周辺の有名な観光地のモデル。時計メーカーのルーラが所在する。

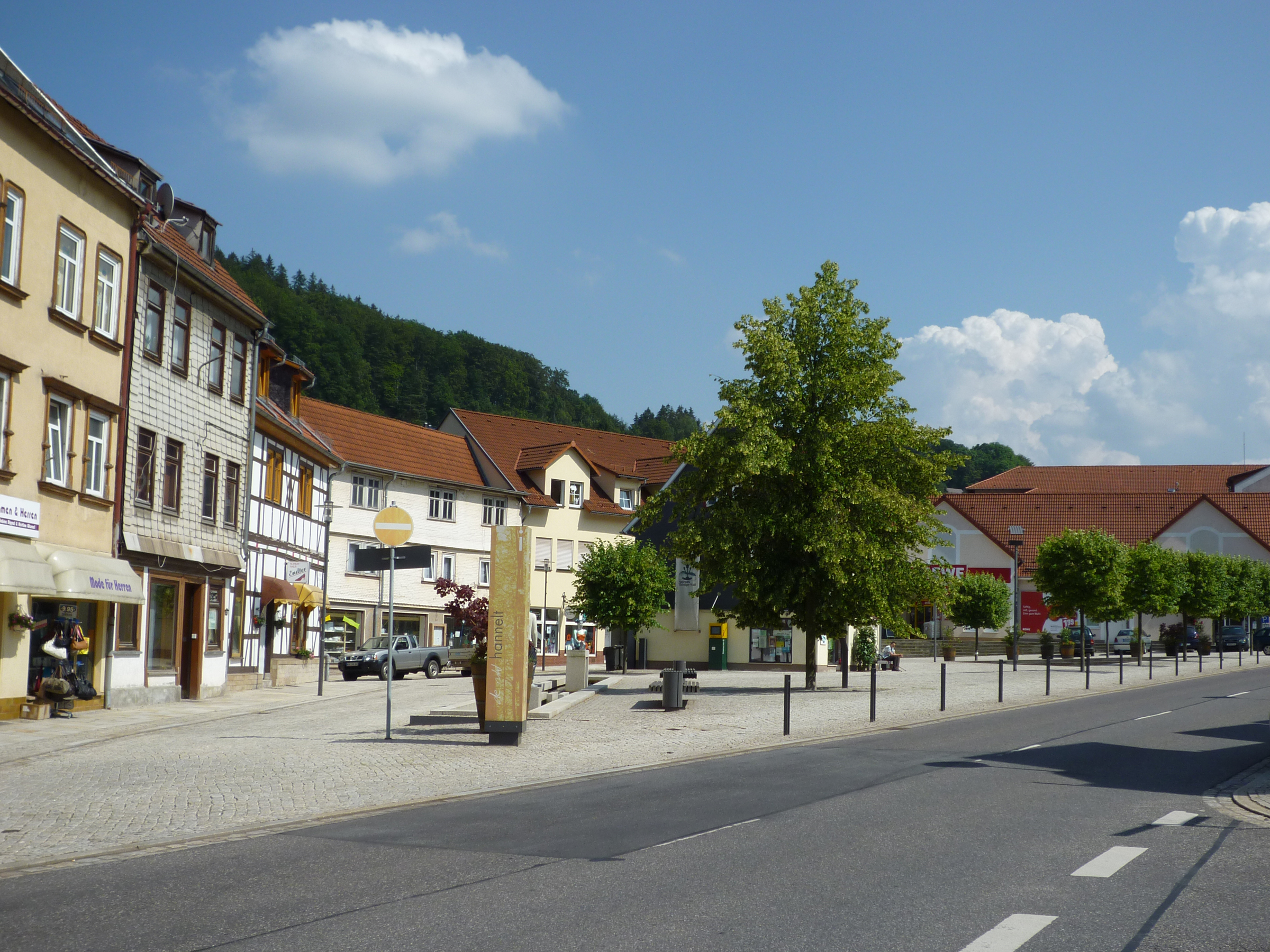
市場

## 姉妹都市
- シャルクスミューレ Schalksmühle、ドイツ

## 出身者
- ヨハン・アンドレアス・シュトゥンプフ - 楽器制作者
- ディーター・ノイエンドルフ - スキージャンプ選手